# Grupo de Australia
El Grupo de Australia es un grupo no oficial de países (y por la Comisión Europea) establecido en 1985 (tras el uso de armas químicas por Irak en 1984) para ayudar a los países miembros a identificar aquellas de sus exportaciones que necesitan ser controladas para de esa manera no contribuir con la difusión de armas químicas y biológicas.

## Fines
El grupo, inicialmente conformado por 15 miembros, sostuvo su primera reunión en Bruselas, Bélgica en septiembre de 1989. Actualmente cuenta con 42 miembros, incluyendo todos los miembros de la Organización para la Cooperación y el Desarrollo Económico (OECD), la Comisión Europea, todos los miembros de la Unión Europea, Ucrania y Argentina. El último país en integrarse fue México el 12 de agosto de 2013. El nombre proviene de la iniciativa de Australia de crear el grupo. Este mismo país dirige la secretaría.
Los primeros miembros del grupo tenían diferentes opiniones sobre cuales precursores químicos deberían ser objeto de control de exportaciones. Los adherentes posteriores no tenían tales controles. Actualmente, los miembros del grupo mantienen controles de exportación sobre una lista uniforme de 54 sustancias, incluyendo muchas que no están prohibidas por la Convención sobre Armas Químicas, pero que pueden ser usados en la manufactura de armas químicas. En 2002, el grupo tomó dos importantes pasos para reforzar el control de exportaciones. El primero fue el requerimiento de que ninguno de los Estados miembros del grupo, cuando considere realizar una exportación a otro estado al que con anterioridad se le había negado una exportación por otro miembro del grupo, deberá consultar primero con este último antes de aprobar la exportación. El segundo consiste en el requerimiento a los Estados miembros de detener todas las exportaciones que pudieran ser usadas por los importadores en programas químicos o biológicos, independientemente de si la exportación está o no en las listas de control del grupo. Las delegaciones de los países miembros se reúnen cada año en París.

## Miembros

Países miembros del Grupo de Australia previo al ingreso de México en 2013.

| Alemania Argentina Australia Austria Bélgica Bulgaria Canadá República Checa Chipre Comisión Europea Corea Croacia Dinamarca Eslovaquia Eslovenia España Estados Unidos Estonia Finlandia Francia | Grecia Hungría Irlanda Islandia Italia Japón Letonia Lituania Luxemburgo Malta Noruega Nueva Zelanda Países Bajos Polonia Portugal Reino Unido Rumania Suecia Suiza Turquía Ucrania. |